# Rafael Aranda
Rafael Aranda Quiles (Olot, Girona, 12 de maio de 1961) é um arquiteto espanhol, sócio do escritório de arquitetura RCR Arquitectes, juntamente com Ramón Vilalta e Carme Pigem.

## Biografía
Em 1987 formou-se em arquitetura na Escuela Técnica Superior de Arquitectura del Vallés (ETSA Vallés).

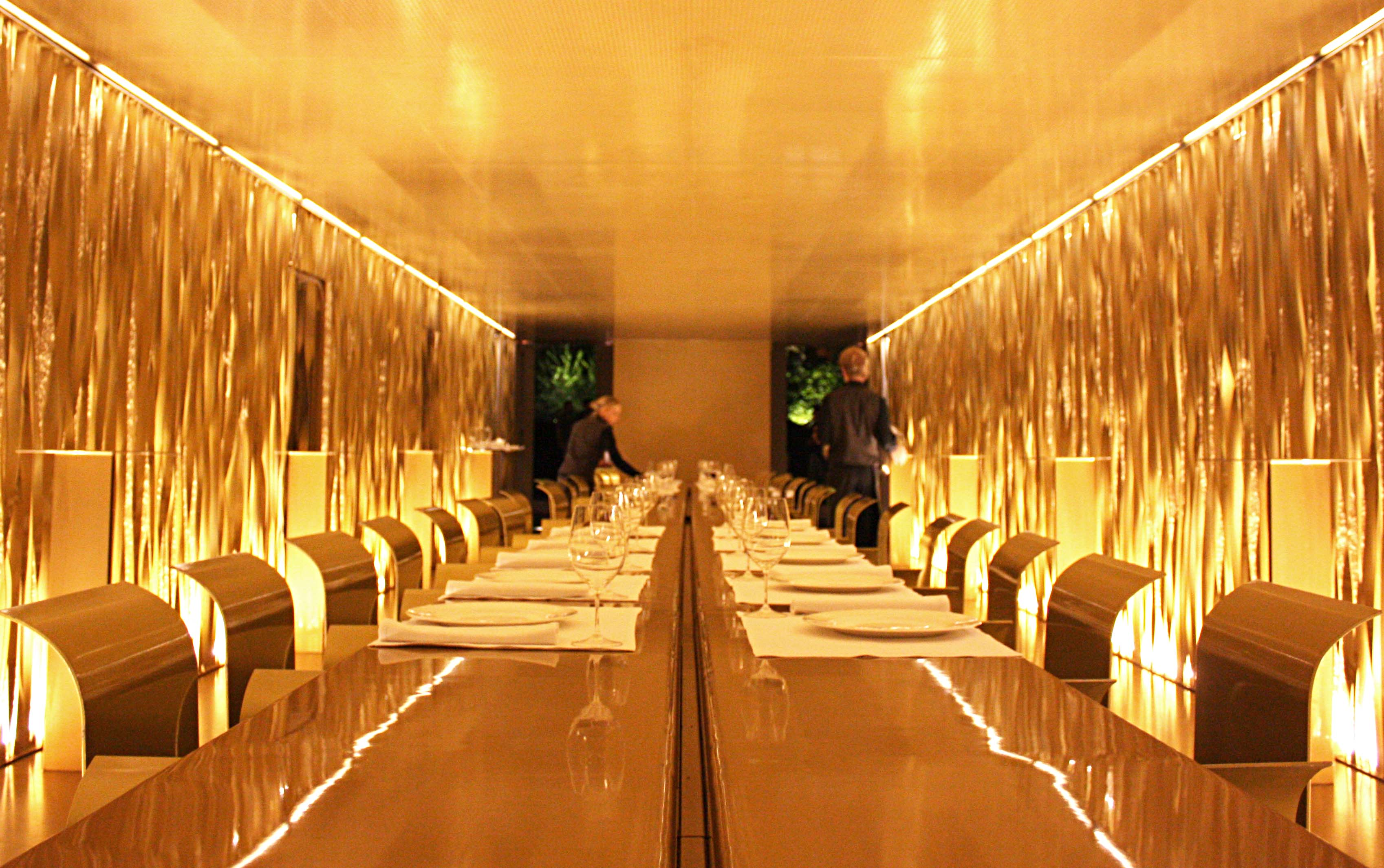
Restaurante "Les Cols"